# لورا بيترس مانشيني
لورا بيترس مانشيني (بالإنجليزية: Laura Beatrice Mancini)‏ (و. 1821 – 1869 م) هي شاعرة، ومؤلفة، وكاتِبة من مملكة إيطاليا، ولدت في نابولي، توفيت في فيسولي، عن عمر يناهز 48 عاماً.